# Heinrich Hufnagel
Heinrich Hufnagel (* zwischen 1430 und 1440 wahrscheinlich in Augsburg; † um 1490) war ein in Augsburg tätiger deutscher Goldschmied.

## Leben
Heinrich Hufnagel war der Sohn des gleichnamigen, ebenfalls als Goldschmied tätigen Heinrich Hufnagel d. Ä. Er wurde vermutlich von seinem Vater ausgebildet und trug ab etwa 1466 den Titel eines Goldschmiedemeisters. Von seinen Werken lässt sich nur noch die signierte und 1482 datierte, in Silber gegossene, getriebene, gravierte und teilvergoldete Statuette der „Muttergottes aus der Zisterzienser-Abtei Kaisheim“ nachweisen, die sich heute in der Berliner Skulpturensammlung befindet. Diese wiederholt eine in Wiener Privatbesitz (Stand: 2006) befindliche Statue der „Muttergottes“, die allgemein dem Michel Erhart zugewiesen wird.